# Ezequiel Esperón
Ezequiel Gonzalo Esperón (Buenos Aires, Argentina, 4 de abril de 1996-ibidem, 5 de octubre de 2019) fue un futbolista argentino que jugó como mediocampista. Su último club fue Atlante prestado por Grêmio.

## Carrera

### Clubes
Se formó en las canteras del Club Atlético All Boys y del Club Atlético Vélez, desde donde atrajo la atención de otros clubes de fútbol del exterior. Esperón jugó en el Grêmio en el año 2016 junto a Bobô, pero en ese club no encontró éxito. Desde allí pasó al equipo mexicano Atlante, donde firmó por tres años de contrato en agosto de 2018. En la temporada 2018-2019 participó en 37 partidos en el ascenso de México, marcando un único gol ante Murciélagos FC. El 2 de mayo de 2019 se desvinculó del Atalante para convertirse en agente libre. Con el pase en su poder, participó en torneos amateurs en la Ciudad de Buenos Aires a la espera de conseguir un nuevo contrato.

## Fallecimiento
Fue internado en el hospital luego de caer de un balcón. Se encontraba con unos amigos en una fiesta en el barrio de Villa Devoto de Buenos Aires cuando se apoyó en una barandilla que no estaba bien fijada.
Tenía dos costillas fracturadas y una de ellas atravesaba un riñón. Fue operado y falleció el domingo 6 de octubre de 2019, a las 18:05 horas.

## Clubes
| Temporada | Equipo  | Comp |
| --------- | ------- | ---- |
| 2018/2019 | Atlante | ASM  |
| 2017/2018 | Atlante | ASM  |
| 2017      | Grêmio  | MAR  |
| 2017      | Grêmio  | PRL  |